# Trilogy (album Yngwiego Malmsteena)
Trilogy – trzeci studyjny album szwedzkiego gitarzysty Yngwiego Malmsteena wydany w 1986 roku. Osiągnął czterdzieste czwarte miejsce na liście Billboardu. Album został wydany w hołdzie zamordowanego szwedzkiego ministra Olofa Palme.

## Lista utworów
| 1. | "You Don't Remember, I'll Never Forget" | 4:29  |
|    |                                         |       |
| 2. | "Liar"                                  | 4:07  |
|    |                                         |       |
| 3. | "Queen in Love"                         | 4:02  |
|    |                                         |       |
| 4. | "Crying"                                | 5:01  |
|    |                                         |       |
| 5. | "Fury"                                  | 3:54  |
|    |                                         |       |
| 6. | "Fire"                                  | 4:09  |
|    |                                         |       |
| 7. | "Magic Mirror"                          | 3:51  |
|    |                                         |       |
| 8. | "Dark Ages"                             | 3:54  |
|    |                                         |       |
| 9. | "Trilogy Suite Op. 5"                   | 7:13  |
|    |                                         |       |
|    |                                         | 40:40 |
|    |                                         |       |

## Twórcy
- Yngwie Malmsteen – gitara elektryczna, gitara akustyczna, gitara basowa, pedał basowy Taurusa
- Mark Boals – śpiew
- Jens Johansson – instrumenty klawiszowe
- Anders Johansson – perkusja